# Air Padang
Air Padang is een bestuurslaag in het regentschap Bengkulu Utara van de provincie Bengkulu, Indonesië. Air Padang telt 267 inwoners (volkstelling 2010).